# Hontanar
Hontanar ist ein Dorf und eine zentralspanische Gemeinde (municipio) mit 151 Einwohnern (Stand: 2024) in der Provinz Toledo in der Autonomen Gemeinschaft Kastilien-La Mancha. Zur Gemeinde gehört die Wüstung Malamoneda.

## Lage
Hontanar liegt etwa 48 Kilometer südwestlich von Toledo in der historischen Provinz La Mancha in einer Höhe von ca. 845 m. 
Das Klima im Winter ist rau, im Sommer dagegen trocken und warm; der Regen (ca. 548 mm/Jahr) fällt überwiegend in den Wintermonaten.

## Bevölkerungsentwicklung
| Jahr      | 1970 | 1981 | 1991 | 2001 | 2011 | 2021 |
| Einwohner | 302  | 120  | 117  | 122  | 209  | 137  |

## Sehenswürdigkeiten
- Burganlage Malamoneda, Turm und Nekropole
- Andreaskirche

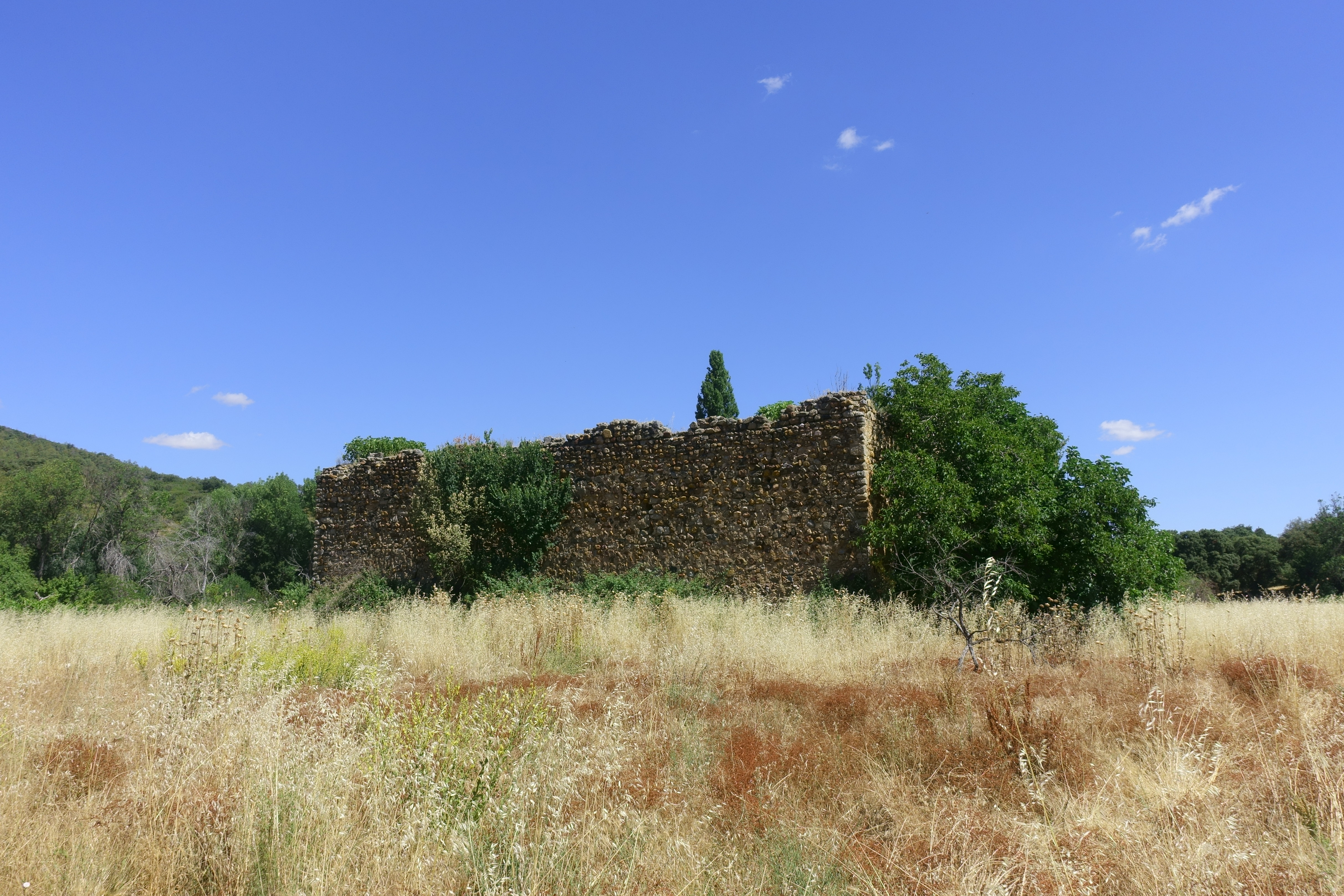
Reste der Burganlage Malamoneda
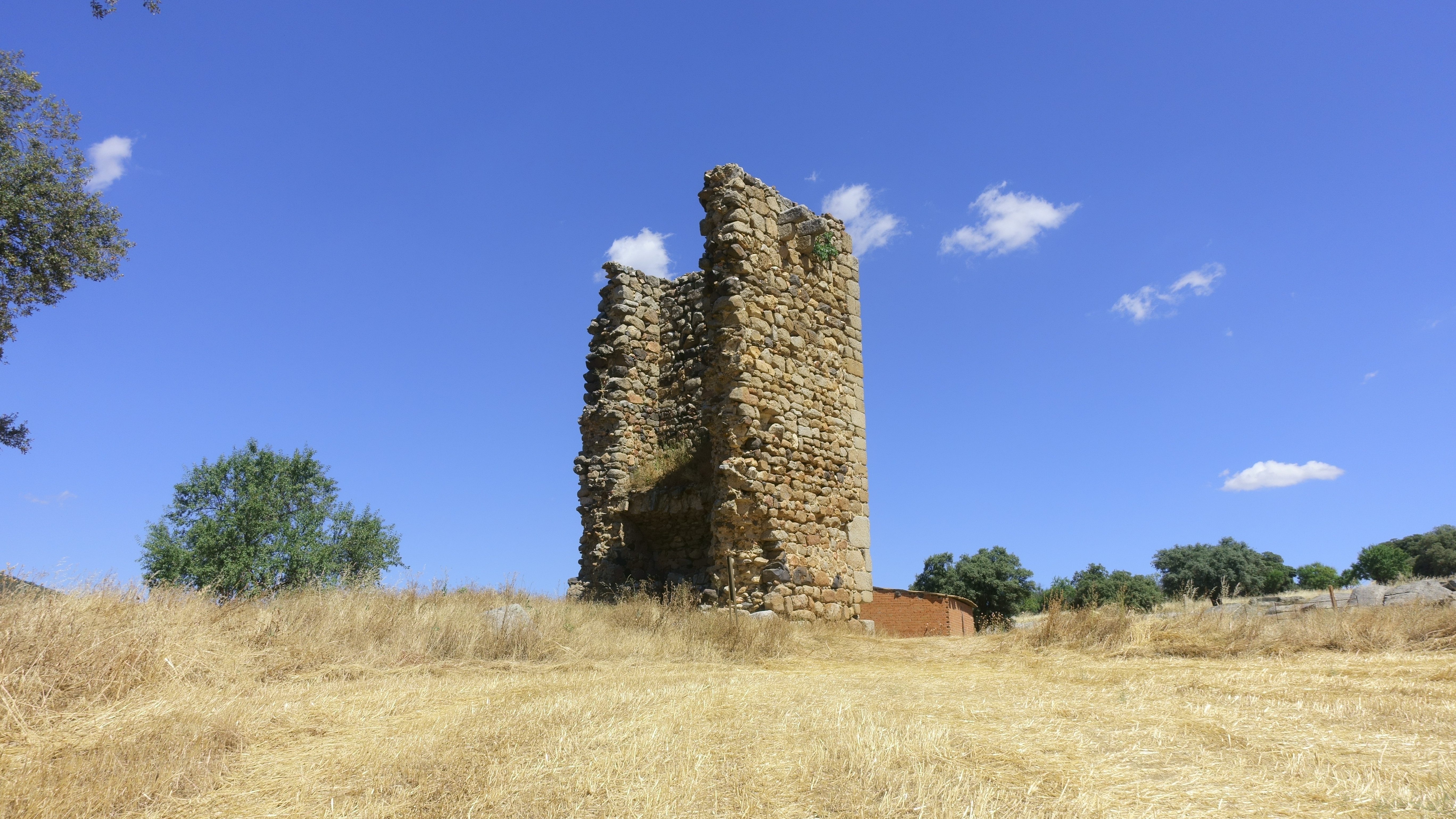
Turm von Malamoneda
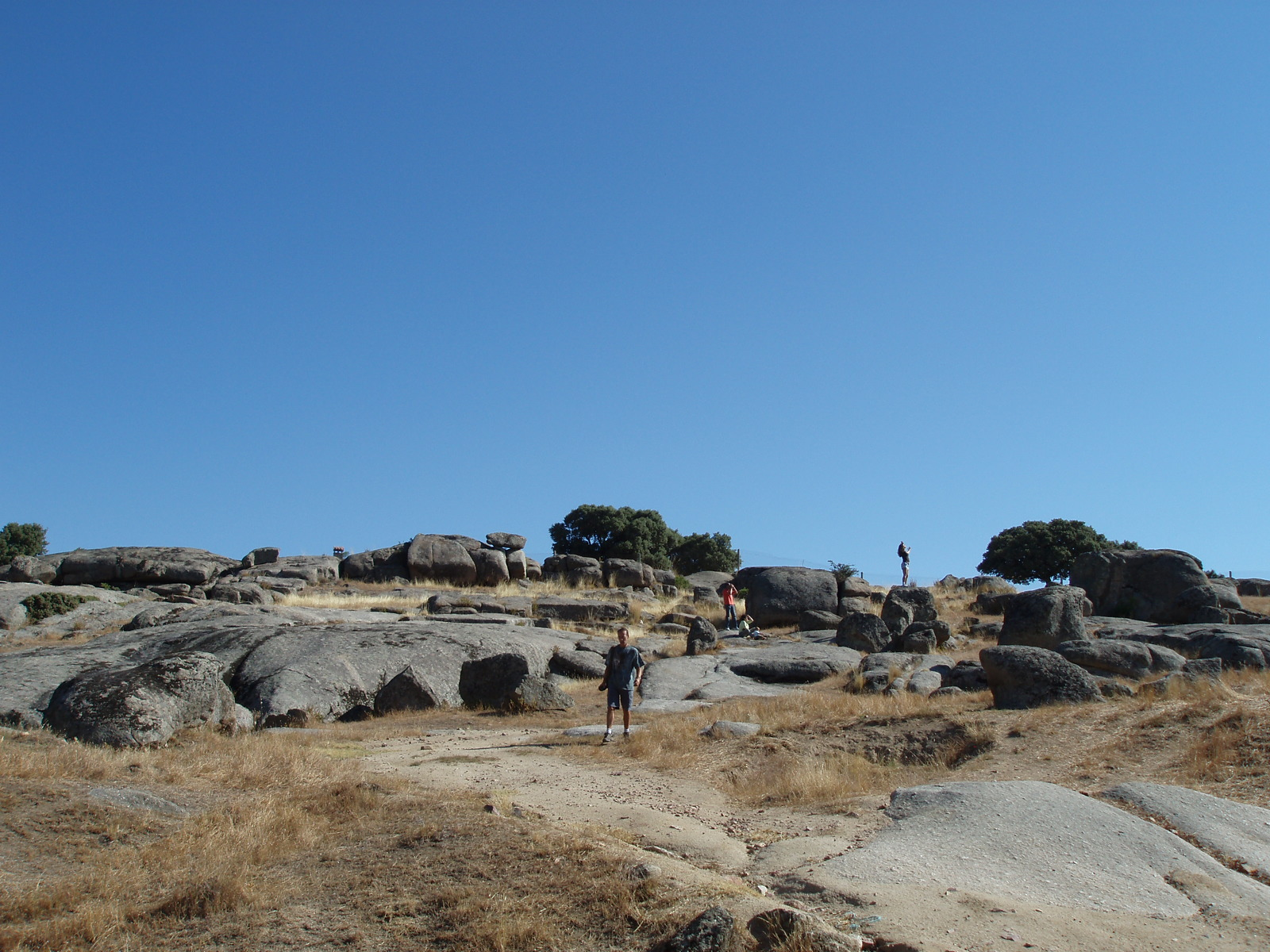
Grabungsstätte Malamoneda
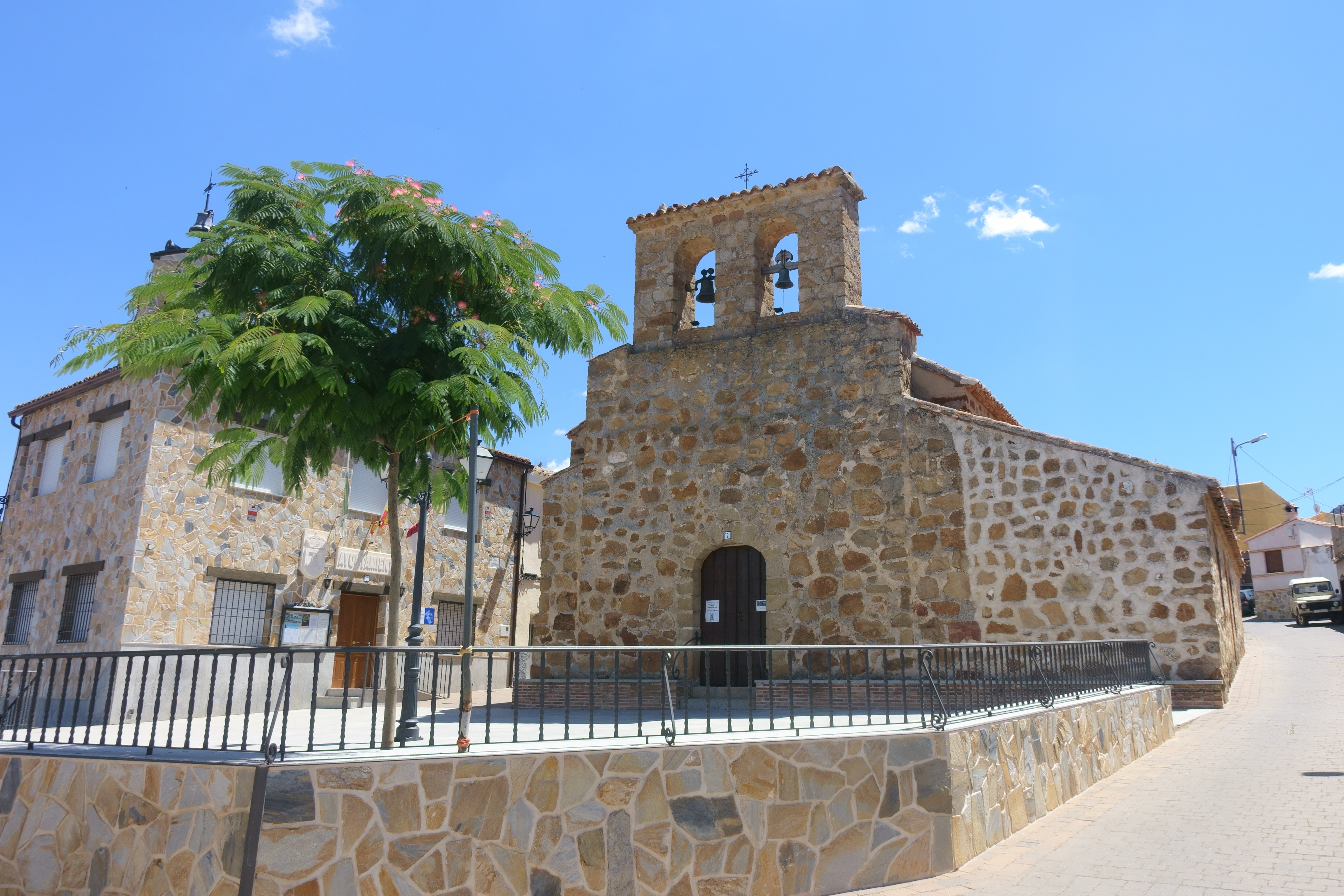
Andreaskirche
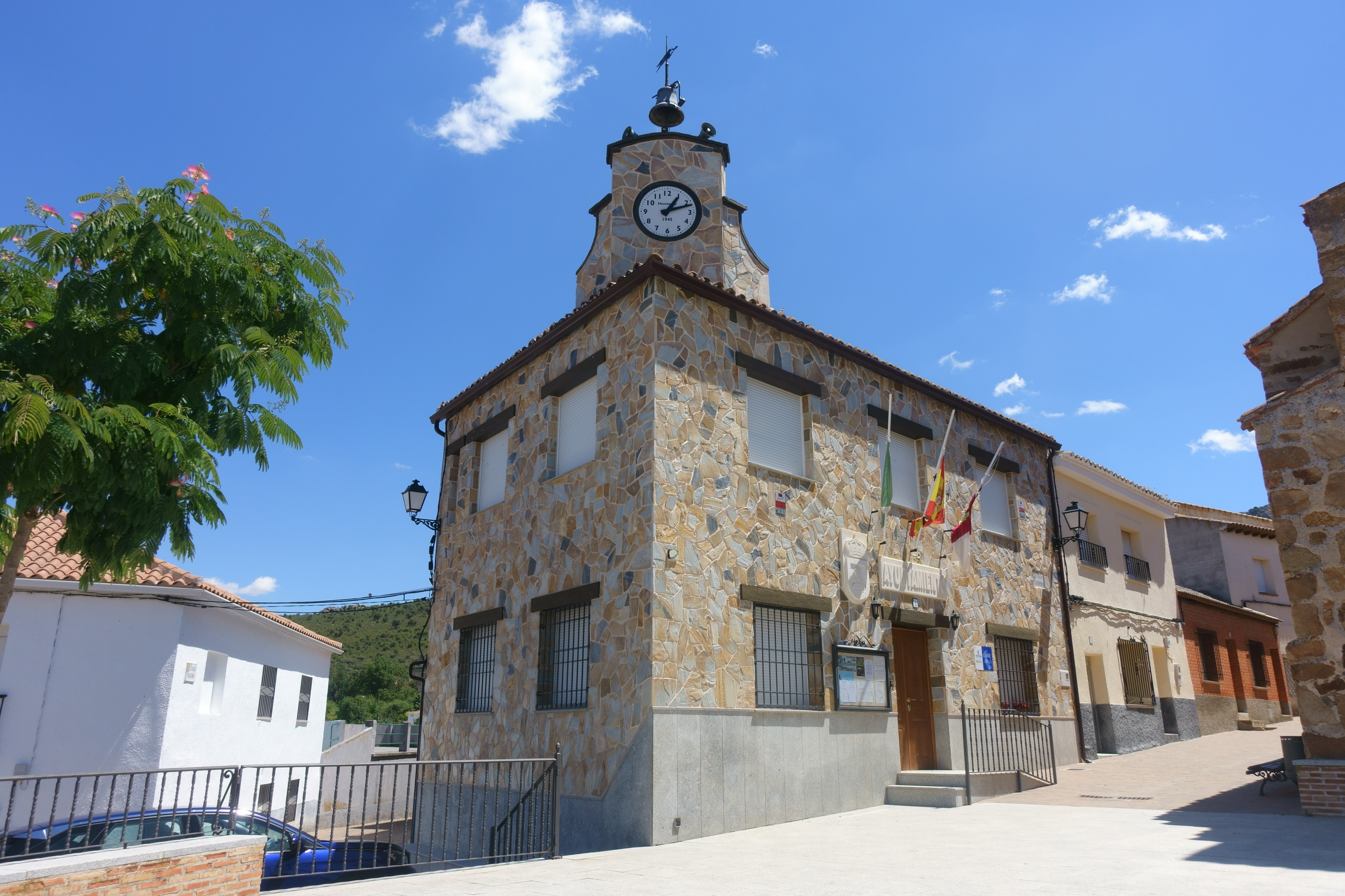
Rathaus